# Don Juan World Tour
El Don Juan World Tour (también conocido como Don Juan Tour) fue la quinta gira musical del cantante colombiano Maluma en apoyo de su sexto álbum de estudio Don Juan. El tour comenzó el 16 de junio de 2023 en Santiago de Compostela, España y finalizó el 26 de mayo de 2024 en Chicago, Estados Unidos.

## Antecedentes
Precediendo al Papi Juancho Tour, Maluma realizó el anuncio de su nueva gira musical el 22 de mayo de 2023, a través de una publicación en su propia cuenta de Instagram, la cual serviría de apoyo para su álbum Don Juan. La gira estaría producida por Cárdenas Marketing Network (CMN), la misma con la cual el artista habría trabajado para sus anteriores giras.
El cantante se refirió al anuncio de su gira señalando que «Me siento emocionado de regresar a los escenarios en Estados Unidos este otoño. Me he tomado un año para centrarme en perfeccionar lo que considero el mejor álbum de mi carrera, Don Juan. Me emociona poder presentar a mis fans por primera vez las nuevas canciones del álbum junto a mis grandes éxitos en lo que será mi producción de conciertos más ambiciosa hasta la fecha».
Maluma anunciaría, por medio de Instagram, que el color oficial de la gira sería el morado, con el cual espera que los fans acudan a los conciertos.

## Producción

### Escenario
La escenificación consistiría de dos escenarios, teniendo el principal una forma de "M", representando el nombre artístico del cantante, mientras que el escenario alterno se ubicaría en el otro extremo y poseería una forma cuadrada.

## Fechas
| Fecha                    | Ciudad                 | País           | Recinto                                         | Asistencia | Recaudación |        |
| Europa                   | Europa                 | Europa         | Europa                                          | Europa     | Europa      | Europa |
| ------------------------ | ---------------------- | -------------- | ----------------------------------------------- | ---------- | ----------- | ------ |
| 16 de junio de 2023      | Santiago de Compostela | España         | Monte do Gozo                                   |            |             |        |
| 18 de junio de 2023      | Ibiza                  | España         | Ushuaïa                                         |            |             |        |
| 23 de junio de 2023      | Vienne                 | Francia        | Theatre Antique                                 |            |             |        |
| 24 de junio de 2023      | Basilea                | Suiza          | Stogi Beach                                     |            |             |        |
| 1 de julio de 2023       | Sevilla                | España         | Estadio de la Cartuja                           |            |             |        |
| 2 de julio de 2023       | Ibiza                  | España         | Ushuaïa                                         |            |             |        |
| 5 de julio de 2023       | Catania                | Italia         | Villa Bellini                                   |            |             |        |
| 7 de julio de 2023       | Torre del Mar          | España         | Parking Weekend                                 |            |             |        |
| 8 de julio de 2023       | Gran Canaria           | España         | Estadio de Gran Canaria                         |            |             |        |
| 11 de julio de 2023      | Montreux               | Francia        | Auditorium Stravinski                           |            |             |        |
| 12 de julio de 2023      | Roma                   | Italia         | Ippodromo Le Capannelle                         |            |             |        |
| 14 de julio de 2023      | Gdansk                 | Polonia        | Stogi Beach                                     |            |             |        |
| 16 de julio de 2023      | Nápoles                | Italia         | Piazzale Tecchio                                |            |             |        |
| Norteamérica             |                        |                |                                                 |            |             |        |
| 31 de agosto de 2023     | Sacramento             | Estados Unidos | Golden 1 Center                                 |            |             |        |
| 2 de septiembre de 2023  | Portland               | Estados Unidos | Moda Center                                     |            |             |        |
| 3 de septiembre de 2023  | Seattle                | Estados Unidos | Climate Pledge Arena                            |            |             |        |
| 6 de septiembre de 2023  | San José               | Estados Unidos | SAP Center                                      |            |             |        |
| 9 de septiembre de 2023  | Los Ángeles            | Estados Unidos | Kia Forum                                       |            |             |        |
| 10 de septiembre de 2023 | Phoenix                | Estados Unidos | Footprint Center                                |            |             |        |
| 13 de septiembre de 2023 | Las Vegas              | Estados Unidos | MGM Grand Garden Arena                          |            |             |        |
| 15 de septiembre de 2023 | Ontario                | Estados Unidos | Toyota Arena                                    |            |             |        |
| 16 de septiembre de 2023 | San Diego              | Estados Unidos | Pechanga Arena                                  |            |             |        |
| 21 de septiembre de 2023 | San Antonio            | Estados Unidos | AT&T Center                                     |            |             |        |
| 22 de septiembre de 2023 | Hidalgo                | Estados Unidos | Payne Arena                                     |            |             |        |
| 24 de septiembre de 2023 | El Paso                | Estados Unidos | Don Haskins Center                              |            |             |        |
| 29 de septiembre de 2023 | Austin                 | Estados Unidos | H-E-B Center                                    |            |             |        |
| 30 de septiembre de 2023 | Dallas                 | Estados Unidos | American Airlines Center                        |            |             |        |
| 1 de octubre de 2023     | Sugar Land             | Estados Unidos | Smart Financial Center                          |            |             |        |
| 5 de octubre de 2023     | Elmont                 | Estados Unidos | UBS Arena                                       |            |             |        |
| 6 de octubre de 2023     | Nueva York             | Estados Unidos | Madison Square Garden                           |            |             |        |
| 7 de octubre de 2023     | Uncasville             | Estados Unidos | Mohegan Sun Arena                               |            |             |        |
| 8 de octubre de 2023     | Newark                 | Estados Unidos | Prudential Center                               |            |             |        |
| 12 de octubre de 2023    | Chicago                | Estados Unidos | Allstate Arena                                  |            |             |        |
| 14 de octubre de 2023    | Reading                | Estados Unidos | Santander Arena                                 |            |             |        |
| 15 de octubre de 2023    | Boston                 | Estados Unidos | Agganis Arena                                   |            |             |        |
| 19 de octubre de 2023    | Washington D. C.       | Estados Unidos | Capital One Arena                               |            |             |        |
| 21 de octubre de 2023    | Charlotte              | Estados Unidos | Spectrum Center                                 |            |             |        |
| 22 de octubre de 2023    | Atlanta                | Estados Unidos | State Farm Arena                                |            |             |        |
| 26 de octubre de 2023    | Nueva Orleans          | Estados Unidos | Smoothie King Center                            |            |             |        |
| 28 de octubre de 2023    | Tampa                  | Estados Unidos | Amalie Arena                                    |            |             |        |
| 29 de octubre de 2023    | Fort Myers             | Estados Unidos | Hertz Arena                                     |            |             |        |
| 3 de noviembre de 2023   | Orlando                | Estados Unidos | Amway Center                                    |            |             |        |
| 4 de noviembre de 2023   | Miami                  | Estados Unidos | Kaseya Center                                   |            |             |        |
| Latinoamérica            |                        |                |                                                 |            |             |        |
| 23 de noviembre de 2023  | Hermosillo             | México         | Estadio Héroe de Nacozari                       |            |             |        |
| 25 de noviembre de 2023  | Querétaro              | México         | Estadio Olímpico Alameda                        |            |             |        |
| 26 de noviembre de 2023  | Ciudad de México       | México         | Foro Sol                                        |            |             |        |
| 1 de febrero de 2024     | León                   | México         | TBA                                             |            |             |        |
| 24 de febrero de 2024    | Caracas                | Venezuela      | Estadio Monumental de Caracas ''Simón Bolívar'' |            |             |        |
| Norteamérica             |                        |                |                                                 |            |             |        |
| 25 de mayo de 2024       | Montreal               | Canadá         | Estadio Olímpico de Montreal                    |            |             |        |
| 26 de mayo de 2024       | Chicago                | Estados Unidos | Grant Park                                      |            |             |        |